# Abuyog
Abuyog (Bayan ng Abuyog) är en kommun i Filippinerna. Kommunen ligger på ön Leyte, och tillhör provinsen Leyte. Folkmängden uppgick 2010 till cirka 57 100 invånare.

## Barangayer
Abuyog delas in i 63 barangayer.
| - Alangilan - Anibongan - Buaya - Bagacay - Bahay - Balinsasayao - Balocawe - Balocawehay - Barayong - Bayabas - Bito (Pob.) - Buenavista - Bulak - Bunga - Buntay (Pob.) - Burubud-an - Cagbolo - Can-uguib (Pob.) - Can-aporong - Canmarating - Capilian | - Cadac-an - Combis - Dingle - Guintagbucan (Pob.) - Hampipila - Katipunan - Kikilo - Laray - Lawa-an - Libertad - Loyonsawang (Pob.) - Mahagna (New Cagbolo) - Mag-atubang - Mahayahay - Maitum - Malaguicay - Matagnao - Nalibunan (Pob.) - Nebga - Odiongan - Pagsang-an | - Paguite - Parasanon - Picas Sur - Pilar - Pinamanagan - Salvacion - San Francisco - San Isidro - San Roque - Santa Fe (Pob.) - Santa Lucia (Pob.) - Santo Niño (Pob.) - Tabigue - Tadoc - New Taligue - Old Taligue - Tib-o - Tinalian - Tinocolan - Tuy-a - Victory (Pob.) |